# Сєверодвінськ
Сєверодві́нськ (рос. Северодвинск; до 1938 — Судостро́й, в 1938—1957 — Мо́лотовськ) — місто (з 1938) в Росії, обласного підпорядкування, розташоване на території однойменного міського округу Архангельської області, Державний Російський центр атомного суднобудування.
Населення — 191,4 тис. осіб (2008 рік).
Місто розташоване на березі Білого моря, біля Никільського гирла Північної Двіни, за 35 км на захід від Архангельська.
Територія міського округу «Сєверодвінск», до якого входять прилеглі поселення, становить 119 349 га. Площа безпосередньо міста у межах міської межі — 12 051 га.
Глава Сєверодвінська — Ігор Васильович Скубенко.

## Економіка

### Містоутворюючі і провідні промислові підприємства
Сєверодвінськ — один з найбільших центрів оборонної промисловості, особливо військового суднобудування Росії. У місті знаходяться:
- ВАТ «ПО» Північне машинобудівне підприємство"" (колишній завод № 402) (будівництво, ремонт і модернізація атомних і дизель-електричних підводних човнів, ремонт і модернізація надводних кораблів, будівництво цивільних суден, будівництво морської техніки для освоєння шельфових вуглеводневих родовищ)
- ВАТ «Центр судноремонтну "Звездочка"» (ремонт і модернізація атомних і дизель-електричних підводних човнів, надводних кораблів і цивільних суден, будівництво бурових установок, виробництво суднових меблів, ограновування алмазів)
- ВАТ «СПО» Арктика «(Електромонтажні роботи на споруджуваних і ремонтованих кораблях і судах ВМФ, цивільних судах, іншої морської техніки)»
- ВАТ «Північний рейд» (виготовлення і ремонт пультів управління системами хімічної регенерації повітря, гідроакустичних комплексів, гідроакустичних станцій, антен, приладів, блоків та модулів)

ВАТ «ВО „Севмаш“» ЦС «Звездочка» і ВАТ «СПО» Арктика "інтегровані у ВАТ «Північний Центр суднобудування і судноремонтну», яке є субхолдингом ВАТ «Об'єднана Суднобудівна Корпорація».
Крім цього, промисловість представлена заводом дорожніх машин «СєвДорМаш», підприємствами харчової галузі (хлібозавод, м'ясокомбінат, пивоварний завод), працює меблевий цех.

### Енергетика
Основними постачальниками електроенергії та гарячої води для городян і промислових підприємств Сєверодвінську є Сєверодвінська ТЕЦ-2 потужністю 188,5 МВт, що працює на мазуті, і Сєверодвінська ТЕЦ-1 потужністю 410 МВт, що працює на кам'яному вугіллі. За виробленої енергії в області окремо вони поступаються тільки Архангельської ТЕЦ потужністю 450 МВт.

## Транспорт

### Залізничний
Місто має залізничний вокзал Північної залізниці. Основна лінія прокладена на нього від Ісакогорки. Є регулярне сполучення з Москвою, Санкт-Петербургом, Архангельськом, Котласом, іншими містами.
На Ньоноксу прокладена залізниця, що сполучає цей населений пункт з рештою світу (маються також лісові дороги, але вони використовуються рідко через поганий стан).
Кудемська вузькоколійна залізниця сполучає Сєверодвінськ (станція Водогін, розташована на західній околиці міста) із селищами Біле Озеро і Палозеро. При цьому пасажирські потяги ходять тільки від Водогону до Білого Озера, а до Палозера можна дістатися лише на приватних дрезинах. На території міського округу Сєверодвінськ вузькоколійна залізниця — повноцінний вид пасажирського транспорту, що є дуже рідкісним випадком в сучасній Росії.

### Автомобільний
Автомобільні дороги сполучають Сєверодвінск з містами Архангельськом і Онега. Рух по дорозі Сєверодвінськ-Архангельськ досить інтенсивний через тісну інтеграцію міст, тому висуваються пропозиції щодо адміністративного об'єднання міст у майбутньому.
Міський пасажирський транспорт представлений автобусами (муніципальні і приватні) і маршрутними таксі.

### Водний
У місті є річковий та морський порт, що використовується, головним чином, для пасажирських і туристичних перевезень (зокрема, на Соловки). Крім того, існують проекти відтворення торгового порту.

### Клімат
| Клімат Архангельська    | Клімат Архангельська | Клімат Архангельська | Клімат Архангельська | Клімат Архангельська | Клімат Архангельська | Клімат Архангельська | Клімат Архангельська | Клімат Архангельська | Клімат Архангельська | Клімат Архангельська | Клімат Архангельська | Клімат Архангельська | Клімат Архангельська |
| Показник                | Січ.                 | Лют.                 | Бер.                 | Квіт.                | Трав.                | Черв.                | Лип.                 | Серп.                | Вер.                 | Жовт.                | Лист.                | Груд.                | Рік                  |
| Абсолютний максимум, °C | 5                    | 6,2                  | 12,1                 | 25,3                 | 30,2                 | 32,1                 | 34,4                 | 33,4                 | 27,7                 | 18,3                 | 9,7                  | 5,8                  | 34,4                 |
| Середній максимум, °C   | −9,6                 | −8,3                 | −2,9                 | 4,1                  | 10,8                 | 17,6                 | 20,9                 | 18,3                 | 11,5                 | 3,9                  | −2,2                 | −6,6                 | 4,8                  |
| Середня температура, °C | −14,5                | −12,2                | −6,3                 | −0,2                 | 6,5                  | 12,6                 | 15,8                 | 13,2                 | 7,8                  | 1,6                  | −4,5                 | −10,3                | 0,8                  |
| Середній мінімум, °C    | −16,6                | −15,6                | −11,7                | −4,6                 | 1,9                  | 7,9                  | 11,2                 | 9,8                  | 5,2                  | −0,6                 | −7,2                 | −13,2                | −2,7                 |
| Абсолютний мінімум, °C  | −45,2                | −41,2                | −37,1                | −27,3                | −13,7                | −3,9                 | −0,5                 | −4,1                 | −7,5                 | −21,1                | −36,5                | −43,2                | −45,2                |
| Норма опадів, мм        | 33                   | 27                   | 26                   | 31                   | 42                   | 54                   | 61                   | 68                   | 60                   | 61                   | 53                   | 44                   | 560                  |
| ----------------------- | -------------------- | -------------------- | -------------------- | -------------------- | -------------------- | -------------------- | -------------------- | -------------------- | -------------------- | -------------------- | -------------------- | -------------------- | -------------------- |

## Відомі люди

### Народилися
- Бей Віталій Миколайович (1983—2014) — старший лейтенант Збройних сил України, учасник російсько-української війни.
- Константінов Микита Ігорович (нар.1966) — український енергетик.
- Ірина Юріївна Метлицька (нар.1961) — російська актриса театру і кіно.
- Ольга Олександрівна Рукавишнікова (нар.1955) — радянська легкоатлетка, олімпійська медалістка.
- Сліпенко Ганна (* 1973) — українська лижниця; учасниця зимових Олімпійських ігор-1998.
- Михайло Миколайович Супрун (нар.1955) — російський історик, доктор історичних наук, професор, завідувач кафедри вітчизняної історії Поморського державного університету ім. М. В. Ломоносова (Архангельськ).